# Шесть шраманов
Шесть учителей ереси, шесть еретиков, шесть шраманов или шесть тиртхаков (лжеучителей) были шестью сектантами, жившими во времена Будды Шакьямуни, которые придерживались взглядов, противоположных его учению. Это были исторические личности, но кроме их воззрений о них практически ничего не известно. За исключением Нигантха Натапутты или Махавиры, который был двадцать четвёртым джайнским тиртханкарой, остальные пять учителей-еретиков, вероятно, придерживались взглядов акириявадыи считали, что нравственные поступки не имеют последствий. 
В буддийской традиции описано их состязание с Буддой в чудесах, когда они потерпели поражение (более подробно см. Двойное чудо). Доктрины шести еретических учителей имеют большое значение в контексте развития буддийской мысли. В Палийском каноне постоянно встречаются отрывки, со ссылками на учения шести еретиков.
Шесть еретиков и их взгляды подробно описаны в Самманяпхала-сутте ДН 2 Палийского канона.

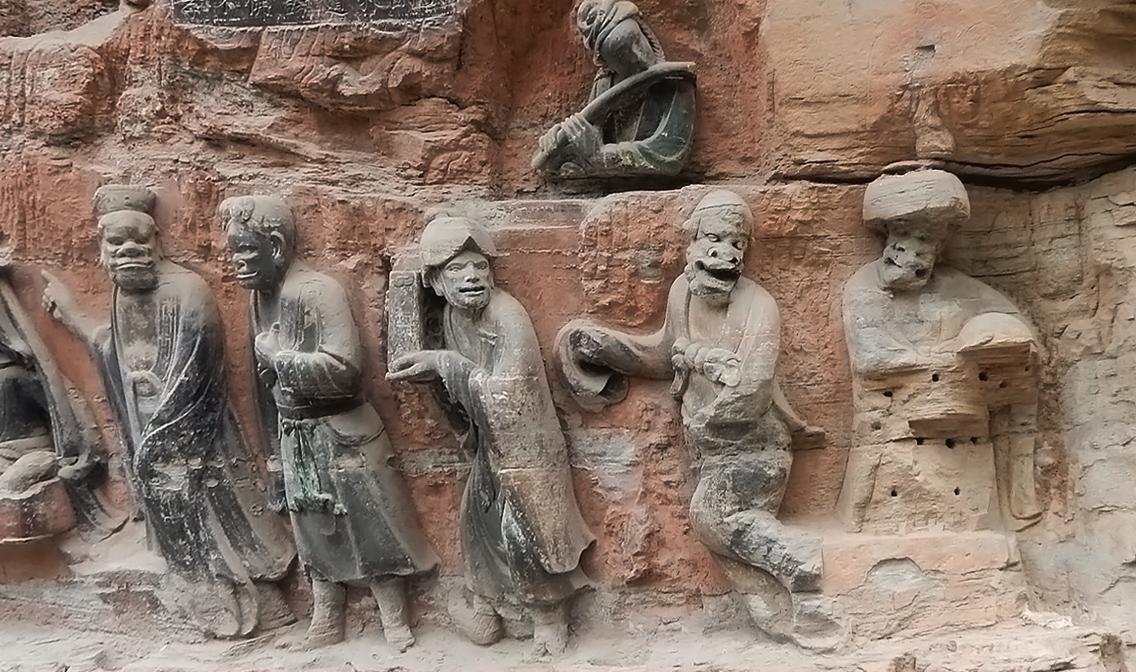
Наскальные рисунки Дазу с изображением шести учителей-еретиков: Пурана Кассапа, Макхали Госала, Санджая Белаттипутта, Аджита Кесакамбала, Пакудха Каччаяна (слева направо)

## История вопроса

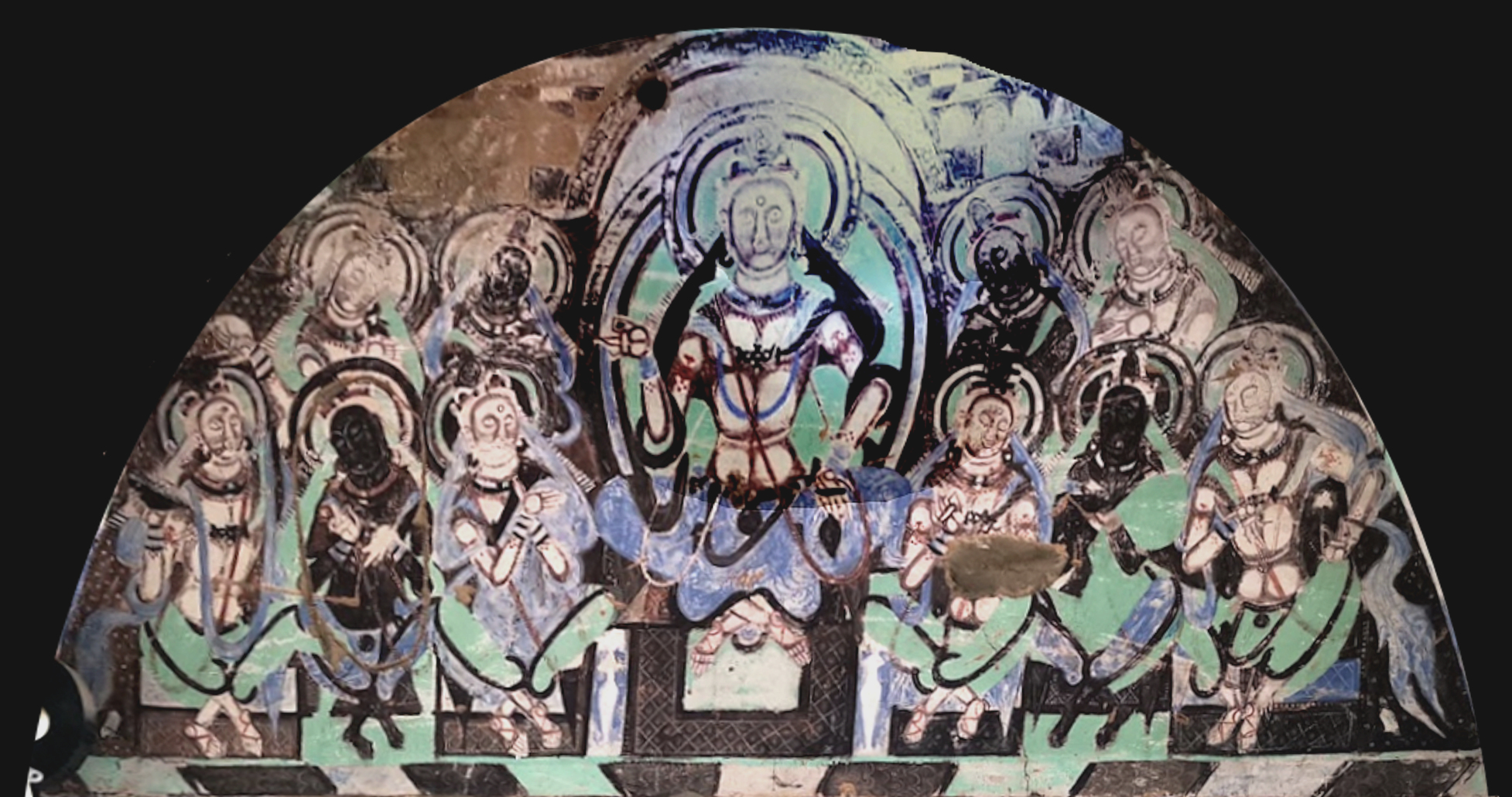
Изображение шести учителей-еретиков в Кызылских пещерах

Согласно Саманняпхала-сутте, царь Раджагахи Аджаташатру в полнолуние посетил Гаутаму Будду, которые в те времена пришёл его страну и проживал в манговой роще царского врача Дживаки вместе с 1250 бхикку. Царь задал Будде вопрос, возможно ли, чтобы жизнь шрамана приносила зримые плоды подобно тому, как приносит плоды жизнь ремесленников. Прежде он спрашивал об этом у шести учителей — Пураны Кассапы, Маккхали Госалы, Аджиты Кесакамбалы, Пакудхи Каччаяны, Нигантхи Натапутты и Санджайи Беллатхипутты, но те не смогли дать ему удовлетворительный ответ. По просьбе Будды, царь Аджаташатру пересказал ответы, данные ему шестью учителями.

## Пурана Кассапа
Первым духовным учителем, которому Аджаташатру задал свой вопрос, был Пурана Кассапа (пали Pūraṇa Kassapa, санскр. Pūrṇa Kāśyapa). Он принадлежал к религиозной секте адживаков и высказал взгляды акириявады (неделания): действия, считающиеся хорошими и плохими, не несут в себе внутренней моральной силы, поэтому в будущем нет никаких последствий их совершения.
...когда человек мучает или побуждает мучить, несёт горе или побуждает нести горе, уничтожает живое или... врывается в дом, уносит награбленное,.. , идёт к чужой жене, говорит ложь – делая так, он не делает греха!
От подаяния, самообуздания, воздержанности, правдивости нет заслуги...
В других местах Пурану Кассапу называют ахетукавадином, основателем доктрины отсутствия причины и условия существования вещей. Он отрицал возможность существования морали и кармы. В целом его теория были близка взглядам Маккхали Госалы.     
Кроме того, считается, что он проповедовал теорию шести классов человечества (чалабхиджати). Согласно этой теории, мясники, охотники, рыбаки, воры, палачи, тюремщики и все те, кто живет за счет убийства и жестокости, относились к чёрному классу (канхабхиджати). Бхиккху, живущие как воры (каммавадины или кириявадины), были включены в синий класс (нилабхиджати). Нигантхи, монахини, принадлежащие к джайнскому клану дигамбара и пользующиеся только одним куском ткани, составляли красный класс (лохитабхиджати). Домохозяева, которые носили белые одежды и были учениками нагих аскетов, входили в жёлтый класс (халиддабхиджати). Адживики составлялт белый класс. К высшему белому классу относились еретические учителя Нанда-Вакхаготта, Киса-Санкичеаготта и Маккхали Госала (парамасукхабхиджати).    
Считается, что Пурана Кассапа утверждал, будто обладает всезнанием и всеведением. Якобы его знание было настолько совершенным, что когда он шёл или стоял, спал или ходил, в нём постоянно присутствовало полное видение (нандасана).    

## Маккхали Госала
Маккхали Госала (пали Makkhali Gosāla, санскр. Maskarī Gośālīputra), второй учитель, которого посетил Аджаташатру, придерживался доктрины отсутствия причины, согласно которой  достижение любого состояния или свойства зависит от обстоятельств, судьбы или природы, человеческих усилий, как собственных, так и других людей. Не существует такой вещи, как человеческая сила или энергия. Все существа (сатта), все жизни (pānā), все существующие вещи (бхута), все живые субстанции (джива) склоняются в ту или иную сторону из-за своей судьбы, в силу неизбежных обстоятельств того класса, к которому они принадлежат, своей индивидуальной природы; именно в соответствии со своей принадлежностью к тому и или иному из шести классов (абхиджати) они испытывают радость или боль.   
...без основания оскверняются существа... без основания очищаются существа.
Все существа, всё живое, всё рождённое, все творения лишены власти, лишены силы, лишены усердия, претерпевают изменения под воздействием судьбы, общения, собственной природы и испытывают счастье или несчастье, будучи разделены на шесть разновидностей.
Госала учил, что существует  1,406, 600 основных родов или видов рождения (памукхайонийо). Существует пятьсот видов каммы, 62 пути (или способа поведения), 62 малых срока или каппы, 6 разновидностей существ, 8 стадий человеческой жизни (аттхапурисабхуми), 4900 видов поддержания жизни, 4900 видов странствующих аскетов, 4900 обителей (или видов) нагов, 2000 разумных существ, 3000 адских существ, 36 небесных, мирских или чувственных классов (раджадхатуйо), 7 классов одушевленных существ (саннигабха), или существ, способных размножаться посредством разделения полов, 7 классов неодушевленного происхождения (асаннигабха), 7 классов, рождающихся путём приращения (нигантхагаббха), 7 классов богов, людей, дьяволов, великих озер, пропастей, снов. Существует  8 400 000 больших периодов времени или махакапп, в течение которых и глупцы, и мудрецы, переходя из одного существования в другое, наконец, избавятся от боли. Этого нельзя добиться ни добродетелью, ни покаянием, ни праведностью. Счастье и несчастье, словно отмеренные меркой, не могут быть изменены в процессе трансмиграции (самсара); их не может быть ни больше, ни меньше, и глупцы, и мудрые, блуждая из одного перерождения в другое, смогут покончить с болью только в точно отведённое время.
Как и Кассапа, Госала отрицал существование кармы и випаки. Это учение сравнивают с фатализмом и детерминизмом. Его теорию также называют теорией беспричинности (ахетукавада), теорией естественной чистоты (самсарасуддхивада).

## Аджита Кесакамбала
Третьим Аджатасатту упомянул Аджиту Кесакамбалу (пали Ajita Keśakambala, санскр. Ajita Kesakambala). Считается, что он был материалистом (бхаутикавади), нигилистом (уччедавади) и сторонником неэффективности каммы (акириявади). Он отрицал возможность какой-либо жизни после смерти и считал всё сущее процессом природных явлений. «Человек состоит из четырёх элементов, когда он умирает, земля возвращается в совокупность земли, вода в воду, огонь в огонь, воздух в воздух, а чувства исчезают в пространстве».
...нет подаяния, нет жертвоприношения, нет возлияния, нет созревшего плода добрых и злых действий, нет этого мира, нет другого мира, нет матери, нет отца...
Царь Аджатасатту был неудовлетворён полученным ответом, поскольку, по его словам, «Аджита Кесакамбала, будучи спрошенным о зримом плоде отшельничества ответил проповедью о разрушении». 

## Пакудха Каччаяна
Пакудха Каччаяна (пали Pakudha Kaccāyana, санскр. Kakuda Kātyāyana), четвёртый учитель, о котором упоминает Аджатасатту, был атомистом, утверждавшим, что все вещи состоят из земли, огня, воздуха, воды, удовольствия, боли и души, которые неизменны и вечны. Таким образом, предметы, как и живые существа, состоящие из элементов, подвержены изменению, тогда как сами элементы абсолютно неподвижны в своем существовании. Таким образом, с этой дуалистической точки зрения поступки определяются исключительно физическим взаимодействием между этими субстанциями, а не приписываемым им нравственным качествам.
По его словам:
эти семь элементов не созданы, и их не побуждали создать, не сотворены, и их не побуждали сотворить...  Они не движутся, не изменяются...
Элемент земли, элемент воды, элемент огня, элемент воздуха, счастье, несчастье и седьмой – жизнь.
...когда кто-нибудь рассекает острым мечом голову, то никто никого не лишает жизни – просто меч проникает в промежуток между семью элементами.
И этот ответ показался царю неудовлетворительным: «Пакудха Каччаяна, будучи спрошенным о зримом плоде отшельничества ответил мне о другом и по-другому».

## Нигантха Натапутта
Нигантха Натапутта (пали Nigaṇṭha Nāṭaputta, санскр. Nirgrantha Jñatiputra), джайнский монах Махавира, был пятым учителем, которому царь Аджатасатту задал свой вопрос. В отличие от предыдущих учителей, Натапутта признавал нравственность и последствия деяний в загробной жизни. Однако джайнская философия Натапутты отличалась от философии Будды верой в то, что все действия, как сознательные, так и неумышленные, имеют кармический вес; согласно буддийской доктрине, создавать карму могут только намеренные действия. Царь Аджатасатту прокомментаровал его ответ следующим образом: «Нигантха Натапутта, будучи спрошенным о зримом плоде отшельничества, ответил мне о воздержании четырехчастной узды».

## Санджая Белатхапутта
Санджая Белатхапутта (пали Sañjaya Belaṭṭhaputta, санскр. Saṃjaya Vairāṣṭrikaputra) был шестым и последним учителем, на которого ссылается Аджатасатту. Говорят, что он ответил царю Аджатасатту следующим образом:
Если бы ты спросил меня: «Другой мир существует?» и я считал бы, что другой мир существует, то я объяснил бы, что другой мир существует. Но я не считаю этого. Я не считаю так. Я не считаю иначе. Я не считаю, что нет. Я не считаю, что неверно, что нет.
Если бы ты спросил: «Другой мир не существует?», и я считал бы, что другой мир не существует, то я объяснил бы, что другой мир не существует. Но я не считаю этого... (далее повторяется ответ на предыдущий вопрос) и т. д.
Белатхапутта так или иначе не дал Аджатасатту чёткого ответа на свой вопрос, что побудило некоторых учёных связать его с аджняной, агностической школой индийской философии, которая считала, что метафизическое знание недостижимо.